# هنري شرابنل
هنري شرابنل (بالإنجليزية: Henry shrapnel) هو ضابط و مخترع في الجيش البريطاني ( 3 يونيو 1761 - 13 مارس 1842 ) , اشتهر بسبب اختراعه القذيفة المتشظية " Shrapnel Shell " .
ولد هنري شرابنل في براد اون افون , ويلتشير في إنجلترا .